# Betty Goodwin
Betty Roodish Goodwin (19 de marzo de 1923 – 1 de diciembre de 2008) fue una  grabadora, escultor y pintora canadiense. Su obra está representada en muchas colecciones públicas, incluida la Colección de arte permanente de la ciudad de Burnaby, Galería de arte de Winnipeg Musée d'art contemporain de Montréal, y la Galería nacional de Canadá.

## Primeros años
Goodwin nació en Montreal, la hija única de unos inmigrantes rumanos. Disfrutaba pintando y dibujando cuando era niña, y su madre la alentó a dedicarse al arte. El padre de Goodwin, propietario de una fábrica en Montreal, murió cuando ella tenía nueve años. Después de graduarse en la escuela secundaria, estudió diseño en la Escuela de Arte Comercial de San Valentín en Montreal. 

## Carrera
Goodwin inició su carrera como pintora y grabadora a finales de los años cuarenta. Su trabajo comenzó a ser exhibido en Montreal a principios de los años 60. En la década de 1960, se inscribió en una clase de grabado con Yves Gaucher en la Universidad Sir George Williams en Montreal. Fue allí donde comenzó a trabajar con ropa, lo que atrajo la atención internacional. Insatisfecha con su trabajo, destruyó la mayor parte y en 1968 se limitó a dibujar.
Goodwin representó a Canadá en la Bienal Internacional de Impresión de Tokio en 1974, y en la Bienal de Artes Gráficas de Liubliana en 1975. Recibió el Prix Paul-Émile Borduas en 1986. 
Goodwin nuevamente representó a Canadá en la Bienal de São Paulo en 1989. 
Goodwin usó varios medios, incluyendo el collage, escultura, grabado, pintura y dibujo y ensamblaje. Su tema casi siempre gira en torno a la forma humana y lo trata de una manera muy emocional. Muchas de sus ideas vinieron de grupos de fotografías, objetos o dibujos de las paredes de su estudio. También usó el "germen" de ideas que queda después de ser estas borradas de un trabajo. Durante los años 50 y 60, Goodwin creó pinturas de bodegones. También representó escenas de la comunidad judía de Montreal. 
Goodwin creó impresiones en placa de cobre de prendas de vestir para producir una serie de grabados, titulada Vest, que ganó la atención internacional. Goodwin creó una serie de tapices de pared titulada Tarpaulin de 1972 a 1974, que volvió a rehacer para formar esculturas y collages. Recibió el Premio Victor Martyn Lynch-Staunton del Consejo de las Artes de Canadá en 1981. 
Durante un período de seis años a partir de 1982, Goodwin exploró la forma humana en su serie de dibujos Nadadores, este proyecto utilizó grafito, óleo y carbón vegetal en Mylar translúcido. Los dibujos a gran escala representan cuerpos solitarios flotantes o hundidos, suspendidos en el espacio. En 1986, para mostrar la interacción de figuras humanas, creó su serie Carbon utilizando carbón y cera para crear dibujos. Obtuvo una beca de la Fundación John Simon Guggenheim en 1988. 
Después de representar a Canadá en la Bienal de Venecia en 1995 recibió el Premio Gershon Iskowitz de la Fundación Gershon Iskowitz y la Galería de Arte de Ontario. En 1996, Goodwin donó 150 de sus obras a la Galería de Arte de Ontario, que tiene la mayor colección de su obra. La Galería organizó una gran retrospectiva ese año, y fue galardonada con el Premio Harold Town. Ese año fue reconocida con una exposición en la Galería Nacional de Canadá, Betty Goodwin: Signos de vida. En 2003, fue nombrada Oficial de la Orden de Canadá. Murió en diciembre de 2008 en Montreal. 

## Personal
Estuvo casada con Martin Goodwin, un ingeniero civil (d. 2008). Su hijo Paul murió a los 30 años de una sobredosis de drogas.

## Exposiciones
Exposiciones individuales 
- 1998 El arte de Betty Goodwin, Galería de Arte de Ontario; Toronto
- 1999 - Galerie Rene Blouin; Montreal
- 2002 = The Prints of Betty Goodwin, Galería Nacional de Canadá; Ottawa; Obras recientes, Galería Jack Shainman; Nueva York

Exposiciones colectivas 
- 1955 - Exposición Pring, Musée des Beaux-Arts de Montreal; Montreal, Quebec
- 1962 - Penthouse Gallery, Crown Life Insurance; Montreal
- 1967 - Burnaby Print Show, Burnaby Art Gallery; Vancouver, BC
- 1973 - Galerie B Montreal
- 1974 - Exposición Internacional Bienal de Bellas Artes; Segovia, España
- 1976 - Betty Goodwin 1969-76, Museo de arte contemporáneo; Montreal, Quebec
- 1985 - Galería Sable-Castelli; Toronto, Ontario
- 1986 - Instalaciones-ficciones, Galerie Graff; Montreal, Quebec
- 1990 - Galerie Rene Blouin; Montreal, Ontario
- 1991 - Betty Goodwin, Espacc la Tranchefile; Montreal
- 1993 - Galería Fawbush; Nueva York, Nueva York; Les Femmeuses 92, Pratt et Whitney Canadá; Montreal, Quebec
- 1994 - La Ferme du Buisson, Centro de arte contemporáneo; Noisiel, Francia
- 1996 - Galería Stephen Friedman; Londres; Betty Goodwin: Signos de la vida, la Galería Nacional de Canadá; Ottawa
- 1997 - Galería Sable-Castelli; Toronto, Ontario
- 1999 - Cosmos, Musee des beaux-arts de Montreal; Montreal, Quebec
- 2000 - Old Bodies, Oakville Galleries; Oakville, Ontario; Betty Goodwin, Galería Jack Shainman; Nueva York, Nueva York

### Otras obras de arte notables
- 1979: Rue Mentana
- 1985: Moviéndose hacia el fuego
- 1988-89: Steel Note
- 1990-95: Serie La memoria del cuerpo (Memoria del cuerpo)

## Honores
- Orden de Canadá en 2003
- Premio del Gobernador General en Artes Visuales y de los Medios en 2003
- Premio Harold Town en dibujo en 1998[10]
- Premio Gershon Iskowitz en 1995
- Beca Guggenheim en 1988
- Premio Paul-Émile-Borduas otorgado por el Gobierno de Quebec en 1986
- El Banff Center National Award for Visual Arts en 1984.
- Premio Lynch-Staunton de distinción en 1983
- Real Academia Canadiense de Artes[11]

## Otras lecturas
- Bogardi, Georges. "El estudio: en sus reconfiguraciones de ideas y materiales encontrados, Betty Goodwin transforma la vida en arte". Vol. De arte canadiense 11, no. 3 (otoño de 1994): 86-93.
- Bradley, Jessica y Matthew Teitelbaum, editores. El arte de Betty Goodwin . Vancouver: Douglas y McIntyre, 1998. ISBN 1-55054-650-3
- Driedger, Sharon Doyle. "Cuerpos y sangre: Betty Goodwin describe profundos paisajes interiores". El volumen de Maclean . 108, no. 49 (4 de diciembre de 1995): 74.
- Está bien, Robert. "Un torrente sanguíneo de imágenes: una entrevista con Betty Goodwin". Cruces de fronteras vol. 14, no. 4 (otoño de 1995): 42-53.
- Goodwin, Betty. Betty Goodwin: Pasajes . Montreal: Concordia Art Gallery, 1986. ISBN 2-920394-12-6
- Kirshner, Sheldon. "Betty Goodwin: La Gran Dama del Arte de Canadá". The Canadian Jewish News vol. 29, no. 2 (14 de enero de 1999): 11.
- Morin, Francia y Sanford Kwinter. Notas de acero, Betty Goodwin . Ottawa: Galería Nacional de Canadá, 1989. ISBN 0-88884-602-9
- El arte de Betty Goodwin. Ed. Por Jessica Bradley y Matthew Teitelbaum. Galería de Arte de Ontario, Toronto, 1998. Publicado en asociación con Douglas & McIntyre, Vancouver. 192 pp. Con 91 ills. (46 col.). 29 x 25   cm. LC 99-488135 ISBN 1550546503    En inglés.[12]
- Betty Goodwin. Musee d'art Contemporain, Montreal, 1976. 32 pp.   28 x 22   cm. En francés. Artista (s): Goodwin, Betty[12]
- Betty Goodwin: Oeuvres De 1971 A 1987 / Works desde 1971 A 1987. Yolande Racine. Galería de Arte de Ontario, Toronto, 1987. Organizado y publicado por el Museo de Bellas Artes de Montreal. 252 pp. (2 pliegues) con 129 ills. (56 col.). 27 x 23   cm. ISBN 2891920821 Bilingüe en francés e inglés.[12]
- Betty Goodwin: Parcours De L'oeuvre A Tracers La Colección Du Musee D'art Contemporain De Montreal (Betty Goodwin: Encuesta de la obra a través de la Colección del Musee d'art Contemporain, Montreal). Josee belisle Musee d'art contemporain, Montreal, 2009. 116 pp. Con 54 col. los males 25 x 20   cm. ISBN 9782551237838 Bilingüe en francés e inglés (notas biográficas y breves anotaciones en francés solamente).[12]
- Betty Goodwin: Notas de acero. Francia Morin et al. Sección canadiense, 20a. Bienal Internacional de Sao Paulo, 1989. Organizado y publicado por la Galería Nacional de Canadá, Ottawa. Distribuido por University of Toronto Press. 152 pp. Con 55 males. (29 col.). 25 x 20   cm. ISBN 0888846029 Trilingüe en portugués, inglés y francés.[12]
- Los grabados de Betty Goodwin. Rosemarie L. Tovell et al. Galería Nacional de Canadá, Ottawa, 2002. Publicado en asociación con Douglas & McIntyre, Vancouver. 248 pp. Con 251 males. (36 col.). 28 x 23   cm. LC 2002-483164 ISBN 1550549251    en inglés.[12]